# Arroz carreteiro
El Arroz carreteiro (también Arroz de carreteiro) es un plato tradicional de la cocina brasileña y originario de Rio Grande do Sul. El plato tiene sus orígenes en la época de los vendedores ambulantes (carreteiros) que viajaban a lo largo del territorio de Brasil en carretas tirados por bueyes en la que aprovechaban los restos de los churrascos y lo comían servido con arroz como acompañamiento. El plato fue incorporado a la cocina moderna de Brasil y hoy en día se saborea en la mayoría de las churrascarias del país.

## Características
Se trata de un plato sin receta fija: depende de los locales y de los gustos de los comensales. Debe pensarse que es un plato que tiene su origen humilde como medio de aprovechar los restos de los asados de carne, los ingredientes más típicos son el ajo, el tomate, la cebolla y alguna hierba aromática local.